# Norton Knatchbull (1947)
Norton Louis Philip Knatchbull, 3e graaf Mountbatten (Londen, 8 oktober 1947) is de oudste zoon van John Knatchbull, 7e baron Bradbourne, en Patricia Mountbatten, 2e gravin Mountbatten. Hij stamt via zijn moeder af van koningin Victoria.
Knatchbull voerde van 1979 tot 2005 de titel lord Romsey, een courtesy title van zijn moeder. Na het overlijden van zijn vader in 2005 volgde hij hem op als 8e baron Bradbourne en 17e baronet Knatchbull. Na het overlijden van zijn moeder in 2017 volgde hij haar op als 3e graaf Mountbatten. Hij is een achterneef van de Britse koning Charles III.
Hij trouwde op 20 oktober 1979 met Penelope “Penny” Eastwood in de Romsey Abbey in Hampshire. Ze kregen drie kinderen:
- Nicholas Louis Charles Norton (15 mei 1981)
- Alexandra Victoria Edwina Diana (5 december 1982)
- Leonora Louise Maria Elizabeth (25 juni 1986 – 22 oktober 1991), stierf aan nierkanker